# Goodbye to the Island
Goodbye to the Island (en español: Adiós a la isla) es el cuarto álbum de estudio grabado por la cantante galesa Bonnie Tyler, lanzado en enero de 1981. La canción «Sitting on the Edge of the Ocean», fue la ganadora del Festival Yamaha Music celebrado en Japón en 1979. Se convirtió en el trabajo final de Tyler con RCA Records. Ronnie Scott y Steve Wolfe escribieron la mayoría de las canciones para el álbum, y Hugh Murphy coprodujo el disco.
Los críticos musicales describieron el álbum como «más optimista» que su anterior álbum Diamond Cut (1979). Goodbye to the Island cuenta con las más débiles ventas de todos los álbumes de Tyler lanzados a través de RCA Records, sólo alcanzó el número 38 en Noruega.

## Sencillos
El primer sencillo del álbum, «I Believe in Your Sweet Love» fue lanzado en noviembre de 1979. Alcanzó el número 27 en la lista de RPM  de Canadá en febrero de 1980.
Tyler ganó el Festival Mundial de la Canción Popular con «Sitting on the Edge of the Ocean» cuando representó al Reino Unido. Entonces fue lanzado como sencillo en noviembre de 1979.
Los últimos dos sencillos, «I'm Just a Woman» y «Goodbye to the Island», no tuvieron éxito.

## Lista de canciones
| Goodbye to the Island — Edición estándar |                                    |                              |                                        |          |  |
| N.º                                      | Título                             | Escritor(es)                 | Producer(s)                            | Duración |  |
| 1.                                       | «I'm Just a Woman»                 | Ronnie Scott, Steve Wolfe    | Hugh Murphy                            | 5:08     |  |
| 2.                                       | «We Danced on the Ceiling»         | Ronnie Scott, Steve Wolfe    | Hugh Murphy                            | 4:58     |  |
| 3.                                       | «Wild Love»                        | Iain Sutherland              | Ronnie Scott, Steve Wolfe, Hugh Murphy | 3:51     |  |
| 4.                                       | «The Closer You Get»               | Chris Rea                    | Ronnie Scott, Steve Wolfe, Hugh Murphy | 3:51     |  |
| 5.                                       | «Sometimes When We Touch»          | Dan Hill, Barry Mann         | Ronnie Scott, Steve Wolfe, Hugh Murphy | 4:19     |  |
| 6.                                       | «Goodbye to the Island»            | Ronnie Scott, Steve Wolfe,   | Ronnie Scott, Steve Wolfe, Hugh Murphy | 3:13     |  |
| 7.                                       | «Wild Side of Life»                | Arlie Carter, William Warren | Ronnie Scott, Steve Wolfe, Hugh Murphy | 3:46     |  |
| 8.                                       | «A Whiter Shade of Pale»           | Gary Brooker, Keith Reid     | Ronnie Scott, Steve Wolfe, Hugh Murphy | 4:29     |  |
| 9.                                       | «Sitting on the Edge of the Ocean» | Ronnie Scott, Steve Wolfe    | Ronnie Scott, Steve Wolfe, Hugh Murphy | 3:19     |  |
| 10.                                      | «I Believe in Your Sweet Love»     | Ronnie Scott, Steve Wolfe    | Ronnie Scott, Steve Wolfe, Hugh Murphy | 4:22     |  |

| Goodbye to the Island — 2009 Relanzamiento (bonus tracks) |                                                   |                           |          |  |
| N.º                                                       | Título                                            | Escritor(es)              | Duración |  |
| 11.                                                       | «Come On, Give Me Lovin'»                         | Ronnie Scott, Steve Wolfe | 3:21     |  |
| 12.                                                       | «Get Out of My Head»                              | Ronnie Scott, Steve Wolfe | 4:16     |  |
| 13.                                                       | «I Believe in Your Sweet Love» (Sencillo versión) | Ronnie Scott, Steve Wolfe | 3:42     |  |

## Posicionamiento en las listas
| país (1981)        | Mejor posición |
| ------------------ | -------------- |
| Noruega (VG-lista) | 38             |